# Parmotrema awasthii
Parmotrema awasthii är en lavart som beskrevs av Divakar & Upreti. Parmotrema awasthii ingår i släktet Parmotrema och familjen Parmeliaceae.   Inga underarter finns listade i Catalogue of Life.